# Ataulfo (nome)
Ataulfo  è un nome proprio di persona italiano maschile. 

## Varianti
- Maschili: Adaulfo, Adulfo

### Varianti in altre lingue
- Catalano: Ataülf, Ataúlf
- Germanico: Athaulf[2], Ataulph[2], Athulf[2]
- Latino: Ataulphus[1]
- Portoghese: Ataúlfo
- Spagnolo: Ataúlfo

## Origine e diffusione
Si tratta di un nome di origine germanica, composto dagli elementi ath (che può avere molteplici interpretazioni, fra cui "padre") e ulf ("lupo").

## Onomastico
L'onomastico viene festeggiato il 30 giugno in memoria di sant'Adolfo (o Adaulfo), vescovo di Osnabrück dal 1202 al 1224.

## Persone
- Ataulfo, re dei Visigoti

### Varianti
- Ataúlfo Argenta, musicista spagnolo